# Dujame
Dujame (oficialmente San Miguel de Duxame) es una parroquia española del municipio de Villa de Cruces, perteneciente a la provincia de Pontevedra, en la comunidad autónoma de Galicia.

## Historia
Hacia mediados del siglo XIX, el lugar, ya por entonces perteneciente a Carbia, tenía contabilizada una población de noventa habitantes. Aparece descrito en el séptimo volumen del Diccionario geográfico-estadístico-histórico de España y sus posesiones de Ultramar de Pascual Madoz con las siguientes palabras:

DUJAME (San Miguel): felig. en la prov. de Pontevedra (9 leg.), part. jud. de Lalin (3), dióc. de Santiago (5), ayunt. de Carbia: sit. en terreno desigual, combatido por todos los vientos, el clima sano. Tiene unas 20 casas repartidas en las ald. de Moreira, Dujame y San Miguel. La igl. parr. dedicada á este santo, se halla servida por un cura de provision en concurso. Confina el térm. con las felig. de Portomouro y Loño. El terreno es de buena calidad y abundante de aguas que utilizan los vec. para beber y otros objetos. prod.: cereales, legumbres, hortaliza, frutas, madera y pastos: se cria ganado vacuno, de cerda, lanar y cabrio; y hay caza de varias clases. pobl.: 18 vec., 90 alm. contr.: con su ayunt. (V.)
(Madoz, 1847, p. 421)

En 2022, tenía empadronados 56 habitantes.